# Bloodhound (Schiff)
Bloodhound ist eine 12mR-Hochsee-Rennyacht mit einer Länge von 63 Fuß (19,22 m). Sie wurde von Charles E. Nicholson entworfen und 1936 von Camper & Nicholsons als Baunummer 438 gebaut. Im Jahr 1962 wurde die Yacht Bloodhound auf Wunsch von Prinz Philip, Herzog von Edinburgh (1921–2021), für die Britische Königsfamilie erworben, um seinen Kindern das Segeln beizubringen.

## Kaufentscheidung
Man suchte einen Ersatz für die bisher genutzte königliche Yacht Bluebottle, ein Kielboot der Bootsklasse Drachen. Prinz Philip wollte eine Yacht, die sowohl für Regatten als auch für Kreuzfahrten genutzt werden konnte. Um den Anforderungen an eine Fahrtenyacht gerecht zu werden, wurde beschlossen, dass die zukünftige Yacht über mindestens zwei Einzelkabinen für Mitglieder der königlichen Familie und eine Duschkabine verfügen sollte. Prinz Philip war auf der Suche nach einer Yacht von mindestens 50 Fuß Länge (15 m) und man fand zwei mögliche Kandidaten, nämlich die 70 Fuß lange Yawl Latifa und die 63 Fuß lange Ketsch Bloodhound. Beide Yachten wurden 1936 gebaut, Latifa von William Fife & Son und Bloodhound von Camper & Nicholsons. Auf den ersten Blick schien Latifa eine attraktive Option zu sein, da sie über eine gute Kajüte verfügte und nur geringfügige Änderungen erforderlich waren, um den Anforderungen gerecht zu werden. Ihr höherer Kaufpreis und die höheren Betriebskosten führten jedoch dazu, dass sich die Königin Elisabeth II. und Prinz Philip für Bloodhound entschieden. Der Verkauf wurde im Januar 1962 abgeschlossen.

## Modifikationen

### Rigg
Im Februar wurde sie von Plymouth nach Gosport gesegelt, um von Camper & Nicholsons umgerüstet zu werden. Die Yacht musste einer umfassenden Überholung unterzogen werden, um den Innenraum zu modifizieren, den Motor auszutauschen und das Rigg zu ändern. Während die Seetüchtigkeit von Bloodhound unbestritten war, litt sie unter einer Reihe von Merkmalen, die bei Vorkriegsyachten üblich waren. Ihr relativ schwerer Holzmast und der schlanke Schiffsrumpf führten dazu, dass sie nicht sehr steif segelte, sondern schnell krängte. Der hölzerne Schiffsmast wurde durch einen Aluminiummast mit 25 % weniger Gewicht ersetzt, während das Großsegel leicht reduziert und für ein Besanstagsegel vorgesehen wurde. Die Segeländerungen wurden durch die Vereinfachung der Winschen-Anordnung und Schotführung vervollständigt. Diese Modifikationen an dem Rigg hatten den doppelten Vorteil, dass Bloodhound von einer kleinen Crew einfacher gesegelt werden konnte und ihre Bewertung für Rennzwecke verbessert wurde.

### Deck und Kabine
Das bestehende Deckshaus wurde durch ein größeres ersetzt, um Navigationsmöglichkeiten auf Decksebene und eine Koje für den Navigator bereitzustellen, die als Sofa im Hafen genutzt werden konnte. Der Benzinmotor der Bloodhound wurde durch einen 35 PS starken Perkins-Diesel ersetzt, der auch die elektrische 24 PS-Ankerwinde mit Strom versorgte. Unten wurde die ursprüngliche Doppelkojenkabine in zwei Einzelkojenkabinen umgewandelt und der Komfort der Vierkojen-Salonkabine wurde durch den Verzicht auf Stauraum, wie z. B. der Transatlantik-Vorratsschrank, verbessert. Die Belüftung und Beleuchtung der Bloodhound wurde durch den Austausch der vorhandenen Oberlichter durch moderne Oberlichter mit Plexiglasplatten verbessert. Die Kombüse und die Mannschaftsräume waren durch eine Tür und ein Schott vom Salon getrennt. Die Arbeiten wurden im Juni 1962 abgeschlossen und Prinz Philip segelte Bloodhound mit Uffa Fox (1898–1972) bei der Cowes Week im August dieses Jahres.

## Nutzung als Ausbildungsyacht
Während der königlichen Eignerschaft begleitete Bloodhound die königliche Yacht Britannia auf ihren Reisen zu den Äußeren Hebriden (englisch Western Isles), wenn die königliche Familie jedes Jahr ihren einzigen wahren Familienurlaub feierte. Sie hatte eine ständige Besatzung von drei Personen und dem Skipper. In dieser Zeit lernten die jungen Adligen das Segeln auf der Bloodhound. Allerdings schränkten die verschiedenen offiziellen Verpflichtungen von Prinz Philip die Zeit ein, die er und seine Kinder tatsächlich an Bord verbringen konnten. Anstatt die Bloodhound den größten Teil des Jahres fest in Portsmouth zu stationieren, beschloss Prinz Philip, sie an Yachtclubs auszuleihen, damit deren Mitglieder an Hochsee-Yachtrennen teilnehmen konnten. Die Admiralität stimmte zu, mit der Praxis fortzufahren wie auf der alten Yacht Bluebottle, einen Marineoffizier zum Segelkapitän zu ernennen. Da es sich jedoch um eine größere Yacht handelte, wurde beschlossen, dass der Segelkapitän von einem Offizier, einem Nachkommen von Sir Francis Drake, und einem Bootsmann unterstützt werden sollte, um die Kernmannschaft zu bilden. Die einzige Voraussetzung für diejenigen Yachtclub-Mitglieder, die Bloodhound ausleihen wollten, war, dass die Gruppe über die nötige Erfahrung und Fähigkeit verfügen musste, um mit Bloodhound segeln zu können. Trotz dieser Grundvoraussetzung wurde die Yacht nie ohne den Segelkapitän ausgeliehen, der immer das Kommando über Bloodhound innehatte. In ihrer ersten kompletten Saison im königlichen Besitz wurde sie von Mitgliedern von 32 verschiedenen Yachtclubs genutzt. Wenn die Yacht und ihre Crew nicht im königlichen Einsatz waren, wurden sie gegen eine tägliche Gebühr von 1 £ (später auf 2 £ erhöht) pro Teilnehmer an Yachtclubs im ganzen Land verchartert und hat damit Tausenden von Menschen das Hochseesegeln nähergebracht.
Trotz dieses enormen Erfolgs der Bloodhound, einer großen Zahl von Menschen das Hochseesegeln näherzubringen, wurde 1969 klar, dass die gestiegenen Betriebskosten des Schiffes nicht mehr zu rechtfertigen waren. Obwohl die Gebühren für diejenigen, die Bloodhound ausgeliehen hatten, so weit hätten erhöht werden können, dass sie alle ihre Ausgaben deckten, wurde es von der königlichen Familie als unangemessen angesehen, in das Yachtchartergeschäft einzusteigen. Dies ließ keine andere Wahl, als Bloodhound zum Verkauf anzubieten. Bevor dieser Tag kam, unternahm die Yacht ihre längste Kreuzfahrt: eine Fahrt durch den Nord-Ostsee-Kanal, in die Ostsee und weiter nach Bergen. Die Reise wurde arrangiert, weil die Königin und Prinz Philip Norwegen unter Nutzung der königlichen Yacht Britannia besuchen wollten. Sie glaubten, dass der Einsatz von Bloodhound es Prinz Charles und Prinzessin Anne ermöglichen würde, etwas von den norwegischen Fjorden zu erleben, für den Fall, dass sie sehr gutes Wetter hatten. Am Ende ihrer kurzen Kreuzfahrt segelte Bloodhound über den Kaledonischen Kanal nach Hause, die Irische See hinunter und weiter nach Frankreich, bevor sie nach Portsmouth zurückkehrte, insgesamt eine Reise von 2.932 Seemeilen. Insgesamt hatte sie in nur acht Saisons im royalen Besitz 45.393 Seemeilen auf ihren Segeltörns absolviert.

## Nutzung nach dem Verkauf
Am 13. Oktober 1969 wurde die Yacht von der königlichen Familie an Bernard Cook verkauft und Bloodhound zog sich daraufhin faktisch aus dem aktiven Regattasegeln zurück und diente als Fahrtenyacht. Sie wurde weiterhin entlang der englischen Südküste gesegelt, bis Bernard Cook starb. Sein Sohn Robert erbte die Yacht. Im Laufe der Zeit verfiel das Boot zunehmend wegen mangelnder Pflege und war beinahe nicht mehr zu retten. Nach einer umfassenden Überholung im Jahr 1997 nahm die Bloodhound wieder an Regatten im Vereinigten Königreich und im Mittelmeerraum teil.
Im Jahr 2002 kaufte der Motorbootrennfahrer Richard Carr jedoch Bloodhound und verkaufte sie 2003 weiter an Tony McGrail, einen Yachtgutachter und Restaurator klassischer Yachten. In den nächsten 3½ Jahren wurde sie einer umfassenden inneren und äußeren Restaurierung unterzogen, um sie wieder in ihren ursprünglichen Zustand zu versetzen.

## Verbleib
Im Januar 2010 wurde Bloodhound vom The Royal Yacht Britannia-Trust gekauft und liegt seitdem als Museumsyacht zur Besichtigung neben der Royal Yacht Britannia im Hafen von Leith bei Edinburgh in Schottland.
Im Juli und August steht die vollständig restaurierte, 63 Fuß lange Royal Racing Yacht Bloodhound in der Oban Marina für private Tagestouren rund um Schottlands Westküste für bis zu acht Gäste zur Verfügung.

## Regatta-Erfolge
| Jahr | Regatta                                              | Platzierung                                         |
| ---- | ---------------------------------------------------- | --------------------------------------------------- |
| 1936 | Channel Race                                         | erster Platz                                        |
| 1936 | Morgan Cup                                           | erster Platz                                        |
| 1937 | Fastnet Race                                         | dritter Gesamtplatz                                 |
| 1939 | Benodet Race                                         | zweiter Platz                                       |
| 1939 | Channel Race                                         | erster Platz                                        |
| 1939 | Fastnet Race                                         | erster Platzt                                       |
| 1946 | Royal London Yacht Club Regatta (auf der Cowes Week) | erster Platz                                        |
| 1946 | Royal Yacht Squadron Race (auf der Cowes Week)       | erster Platz                                        |
| 1947 | Fastnet Race                                         | zweiter Platz                                       |
| 1947 | Southsea to Brixton Race                             | erster Platz                                        |
| 1948 | Morgan Cup                                           | zweiter Platz                                       |
| 1948 | Round the Island Race                                | erster Platz                                        |
| 1948 | Royal Yacht Squadron Race (auf der Cowes Week)       | zweiter Platz                                       |
| 1949 | Fastnet Race                                         | erster Platz                                        |
| 1949 | Morgan Cup                                           | erster Platz (nach berechneter Zeit: zweiter Platz) |
| 1949 | North Sea Race                                       | erster Platz                                        |
| 1949 | Portsmouth to Poole Race                             | erster Platz                                        |
| 1951 | Channel Race                                         | erster Platz                                        |
| 1951 | Fastnet Race                                         | zweiter Platz                                       |
| 1951 | Harwich to Hoek van Holland Race                     | erster Platz                                        |
| 1951 | North Sea Race                                       | erster Platz                                        |
| 1951 | Round the Island Race                                | dritter Platz                                       |
| 1951 | Saint-Malo to Dinard Race                            | erster Platz                                        |
| 1952 | Bermuda Race                                         | zweiter Gesamtplatz                                 |
| 1953 | Cowes to Dinard Race                                 | erster Platz                                        |
| 1953 | Fastnet Race                                         | erster Platz (nach berechneter Zeit: 12. Platz)     |
| 1957 | Fastnet Race                                         | fünfter Gesamtplatz                                 |
| 1958 | Channel Race                                         | erster Platz                                        |
| 1959 | Lyme Bay Race                                        | erster Platz                                        |
| 1965 | Lyme Bay Race                                        | erster Platz                                        |

|}

## Galerie

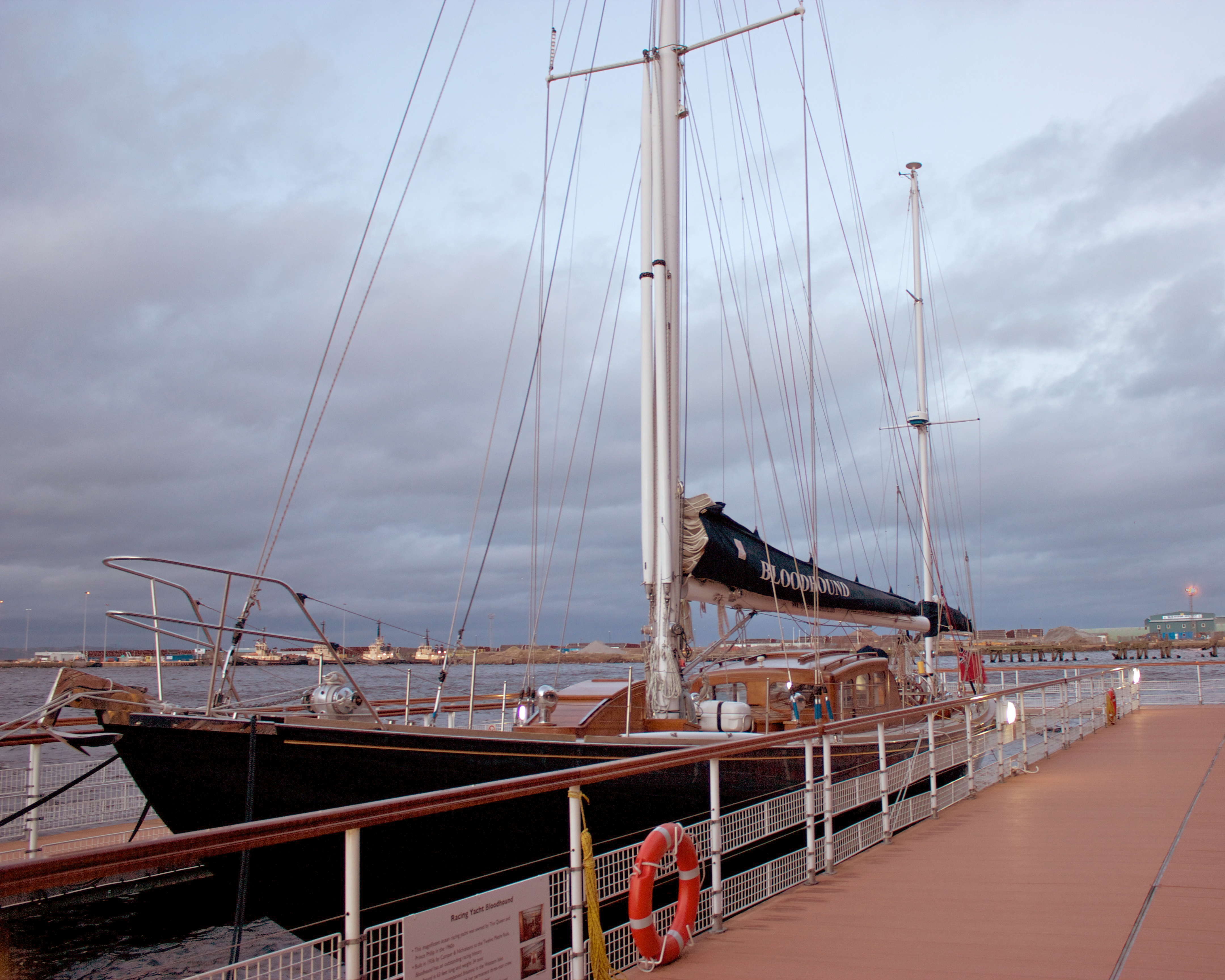
Bloodhound in Leith, 2011
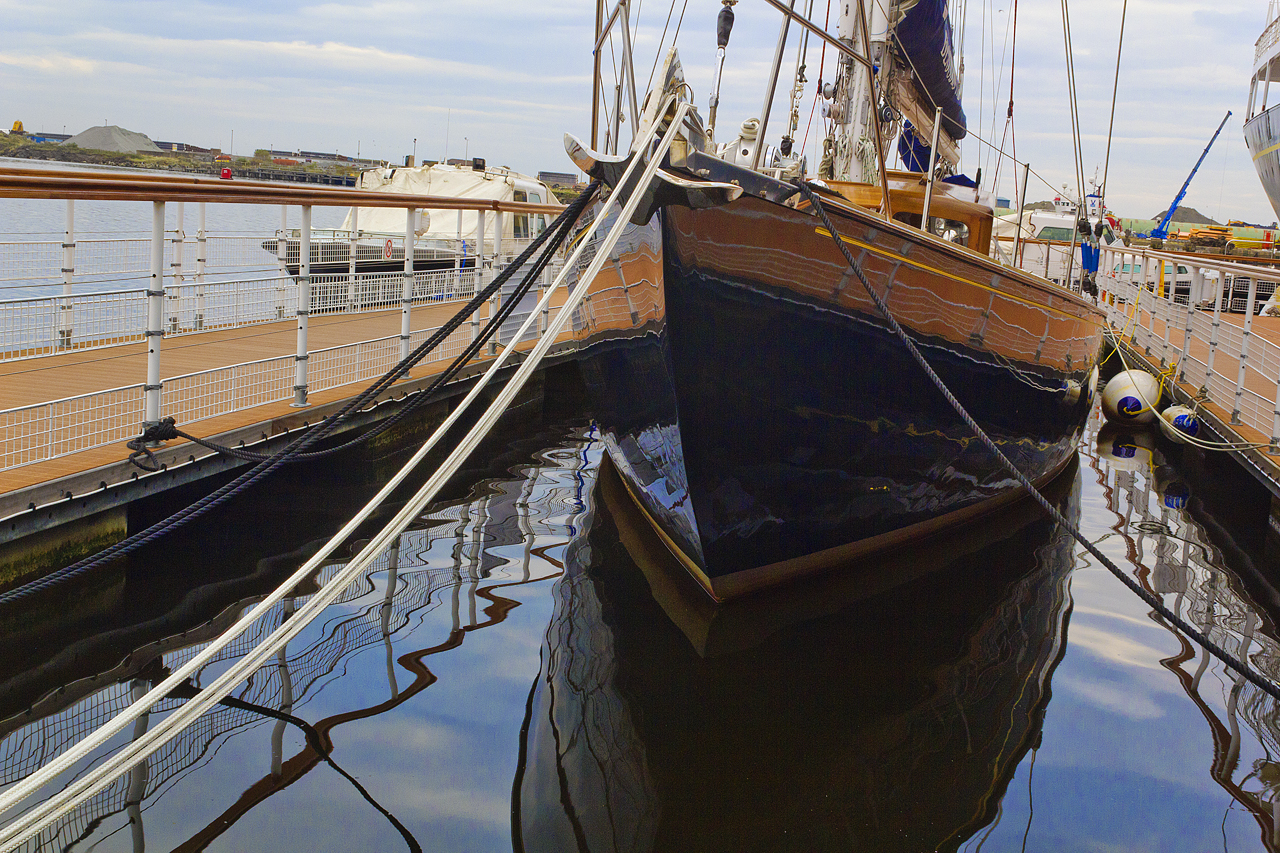
Bloodhound in Leith, 2011
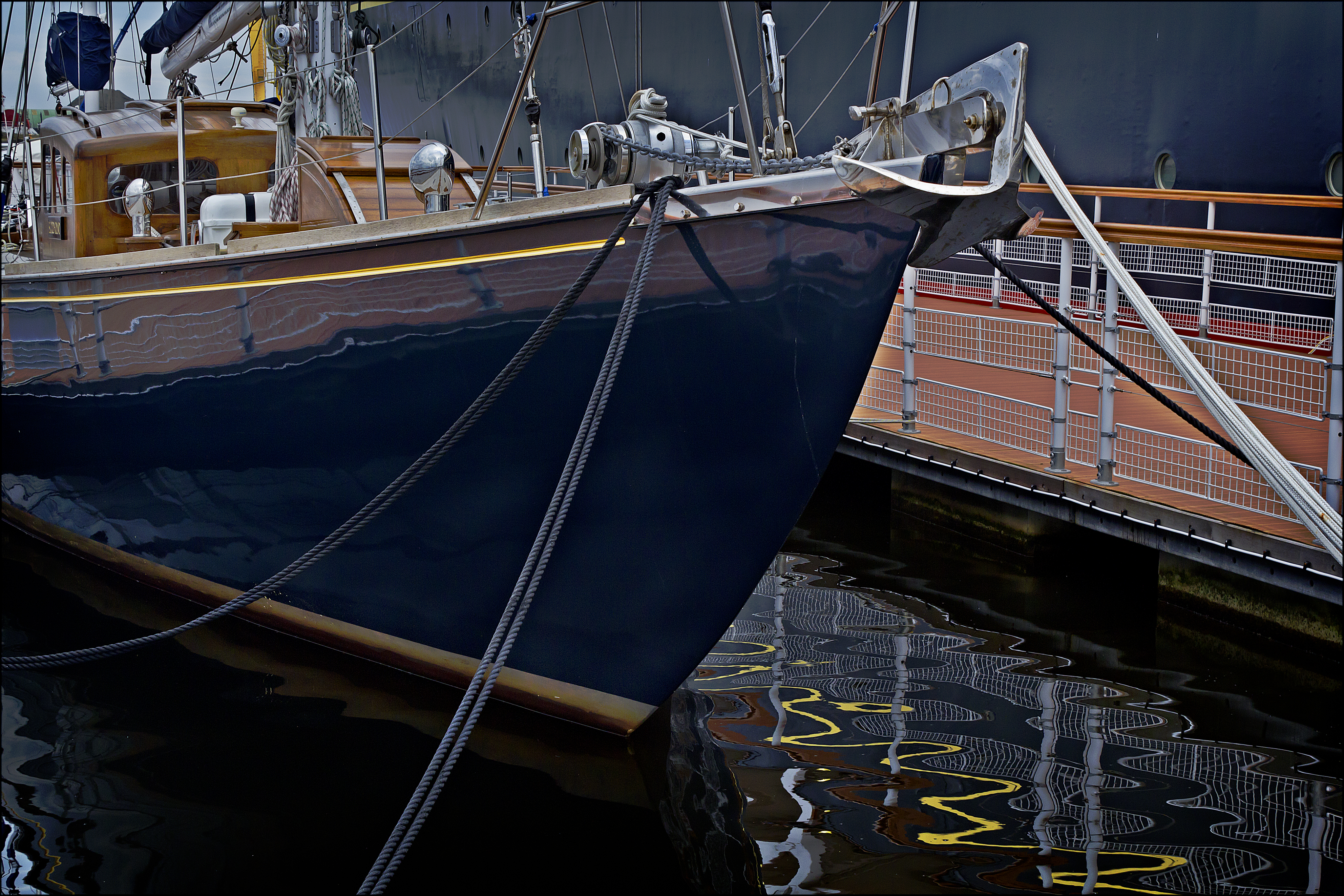
Bloodhound in Leith, 2011
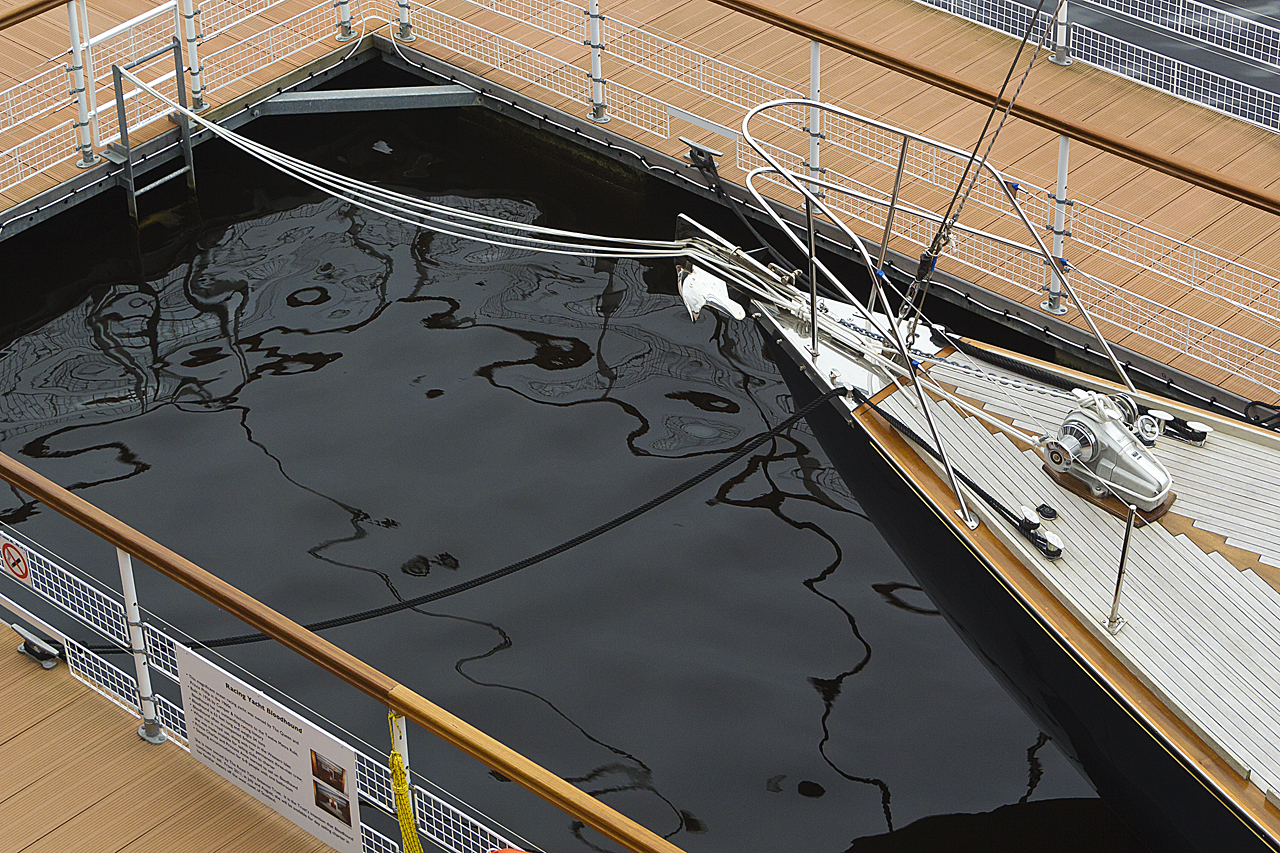
Bloodhound in Leith, 2011
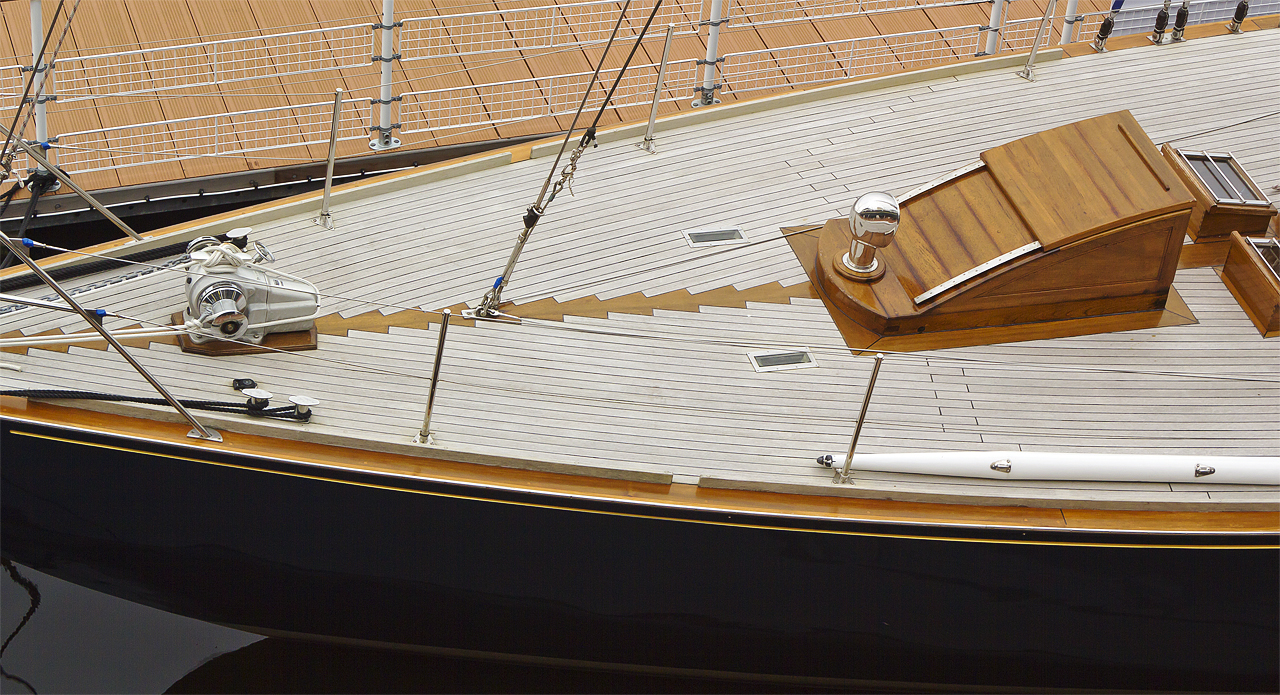
Bloodhound in Leith, 2011